# Еталид
Еталид (грч. Αἰθαλίδης) је у грчкој митологији било син Хермеса и Мирмидонове кћерке Еуполемије.

## Митологија
Био је чувени стрелац, који је учествовао у походу Аргонаута. С обзиром да је Хермес свом сину подарио изузетну моћ памћења, он је тада био гласник. Ову способност је задржао и након смрти у Подземљу. Тамо је имао дозволу да може повремено и на кратко да напусти Подземље и борави међу живима. Питагора је тврдио да је реинкарнација овог митског јунака. Заправо, пошто није могао ништа да заборави, Еталидова душа се инкарнирала најпре у Еуфорба, Хермотима и Пира, да би коначно прешла у Питагору, уз сећање на све претходне животе.

## Друге личности
Према Хигину, Еталид је био и морнар који је покушао да превари бога Диониса, па га је овај претворио у делфина.